# ألبرت إيفانز
ألبرت إيفانز (بالإنجليزية: Albert Evans) (18 مارس 1874 في المملكة المتحدة - 24 مارس 1966) هو مدرب كرة قدم ولاعب كرة قدم بريطاني (وحمل سابقاً جنسية المملكة المتحدة لبريطانيا العظمى وأيرلندا) في مركز الدفاع. لعب مع أستون فيلا ووست بروميتش ألبيون.